# IFA F9
IFA F9 – samochód osobowy klasy średniej produkowany w latach 1949–1956 przez zakłady wchodzące w skład zjednoczenia IFA. Była to konstrukcja bliźniacza DKW F89. Model dostępny był jako: 2-drzwiowy kabriolet, 3-drzwiowe kombi oraz 2-drzwiowy sedan. Następca modelu F8. Do napędu użyto dwusuwowego silnika R3 o pojemności 0,9 l. Moc przenoszona była na oś przednią poprzez 4-biegową manualną skrzynię biegów. Samochód został zastąpiony przez Wartburga 311. Wyprodukowano 40 663 egzemplarze IFA F9.

## Dane techniczne
Źródło:

### Silnik
- R3 0,9 l (901 cm³), dwusuw
- Układ zasilania: gaźnik Solex
- Średnica cylindra × skok tłoka: 70,00 mm × 78,00 mm
- Stopień sprężania: 6,25:1
- Moc maksymalna: 30 KM (22 kW) przy 3600 obr./min
- Maksymalny moment obrotowy: 73,5 N•m przy 2500 obr./min

### Osiągi
- Przyspieszenie 0-100 km/h: 39,0 s
- Prędkość maksymalna: 110 km/h
- Średnie zużycie paliwa: 8,5 l / 100 km

## Galeria

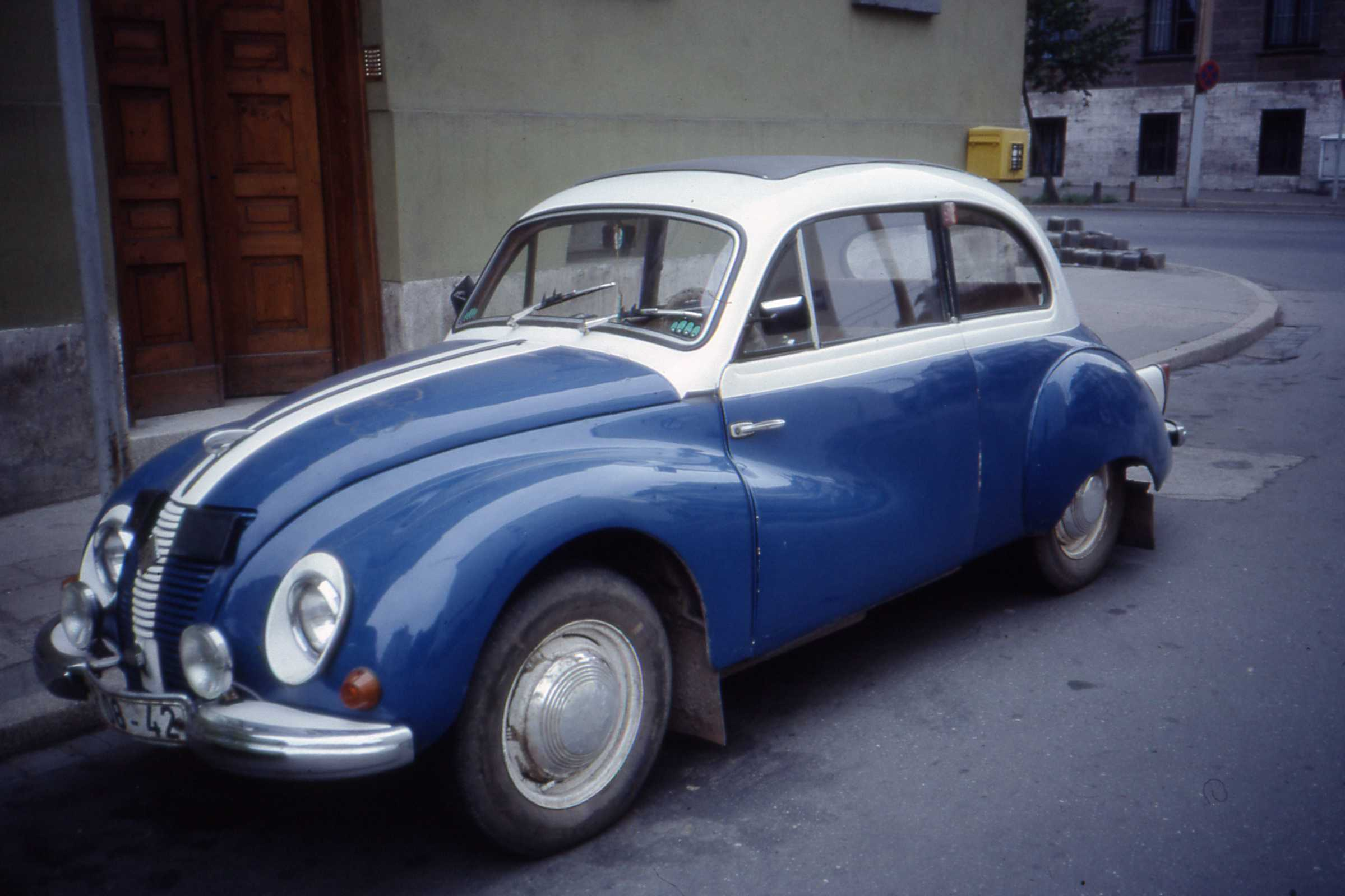
IFA F9 w 1989
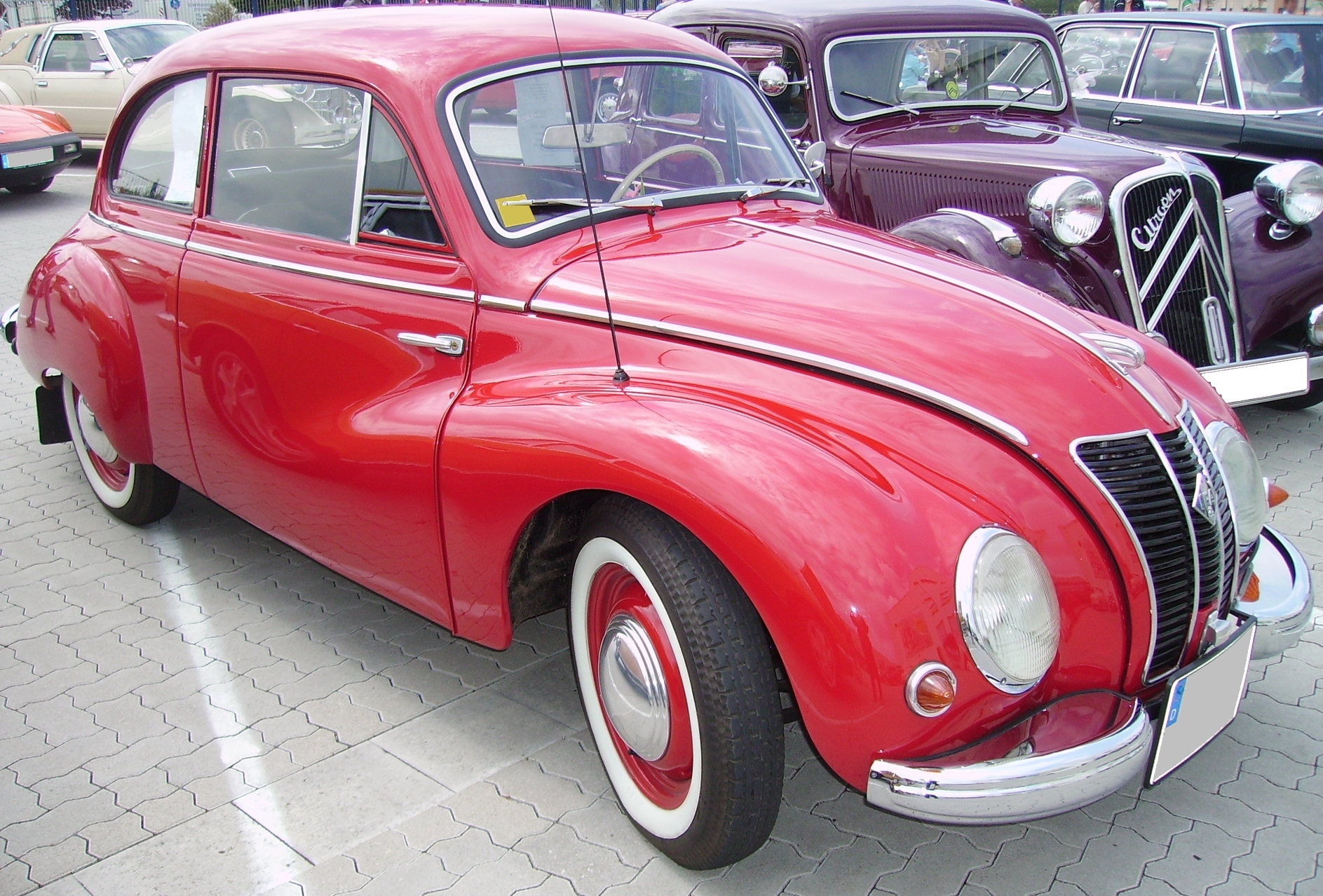
IFA F9
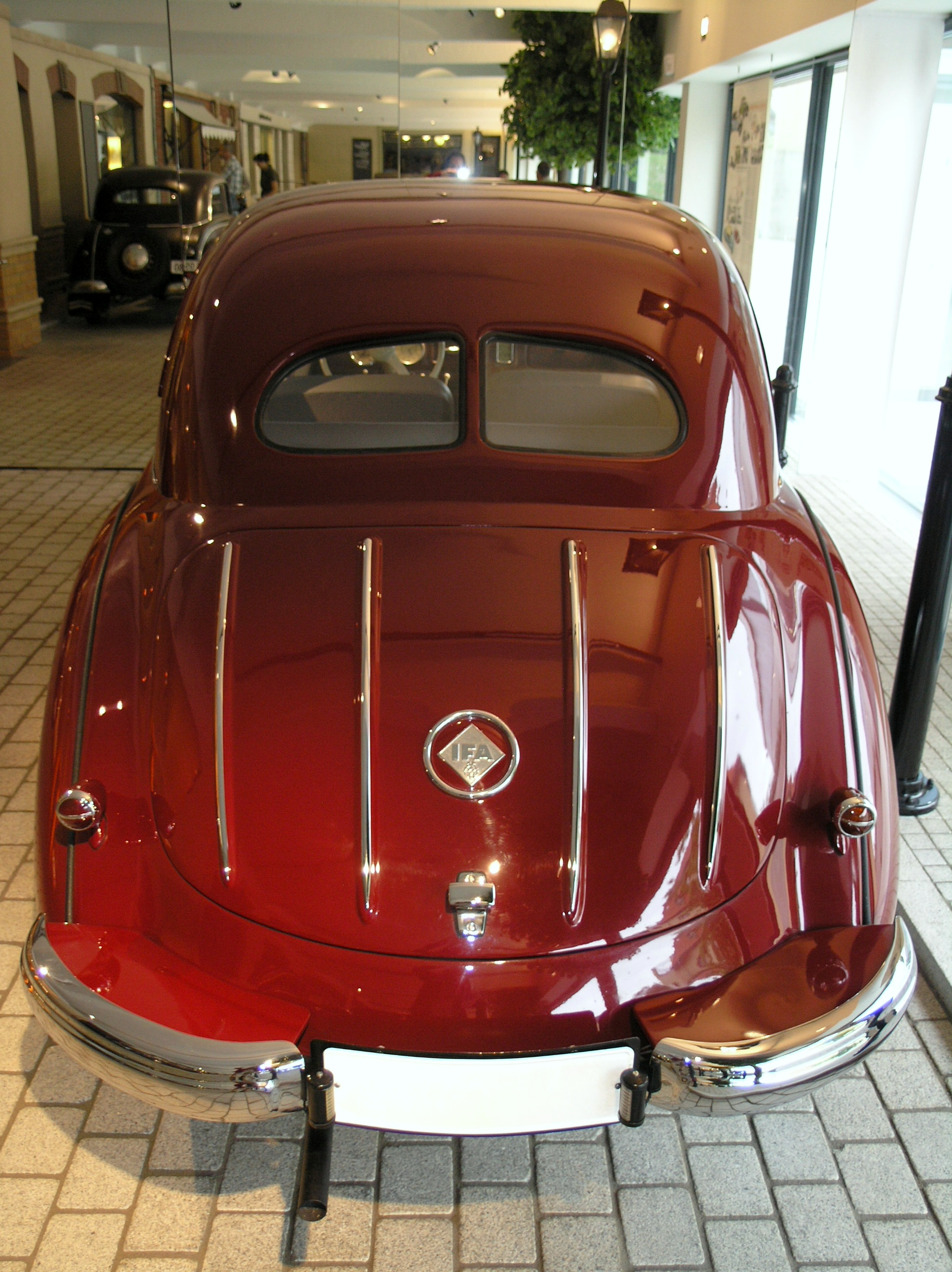
IFA F9 - tył nadwozia
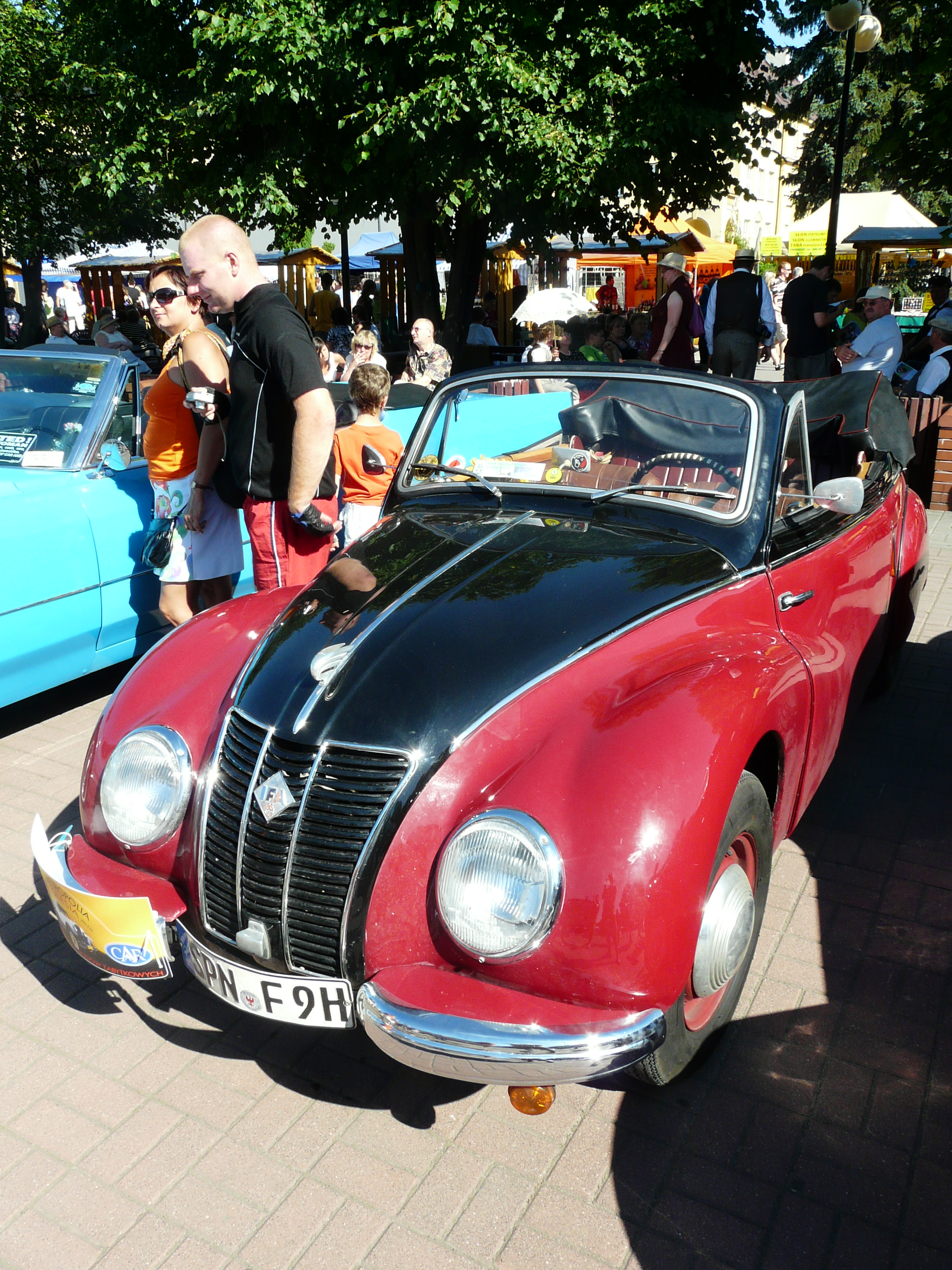
IFA F9 cabrio
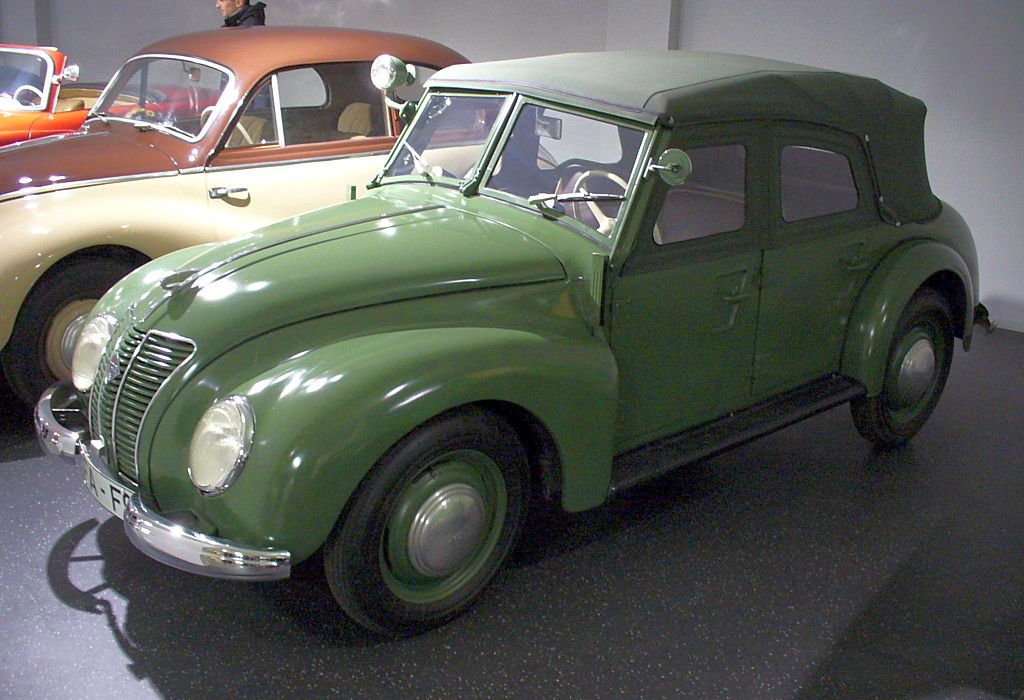
IFA F9 Kübelwagen